# Jean Hoerni
Jean Amédée Hoerni est un ingénieur suisse né le 26 septembre 1924 à Genève et mort le 12 janvier 1997 à Seattle. Hoerni a, en particulier, mis en place un processus de production industrielle des circuits intégrés appelé « procédé planaire ».

## Biographie
Hoerni obtient un doctorat de l'université de Genève (en 1950) puis de celle de Cambridge (en 1952).
En 1952, Hoerni rejoint le California Institute of Technology où il rencontre William Shockley, un des inventeurs du transistor. En 1956 Shockley fonde sa propre entreprise, Shockley Semiconductor Laboratory (en), la première à travailler sur les semi-conducteurs en silicium. Il fait appel à plusieurs jeunes et brillants scientifiques dont Hoerni. Excédés par la gestion de Shockley, un groupe, dont Hoerni fait partie, quitte l'entreprise et rejoint Fairchild Semiconductor, une nouvelle entreprise qui travaille sur les semi-conducteurs. Ce groupe, appelé traitorous eight est composé de Hoerni, Julius Blank (en), Victor Grinich (en), Eugene Kleiner (en), Jay Last (en), Gordon Moore, Robert Noyce et Sheldon Roberts (en).
À Fairchild, Hoerni met au point le « procédé planar » qui permet une production industrielle des circuits intégrés à base de silicium. Il utilise la photolithographie. Ce procédé remplace celui inventé par Jack Kilby en 1958 et qui utilisait une base de germanium.
Hoerni reçoit le Computer Pioneer Award lors de la création de ce prix en 1981.